# Olde Maten & Veerslootlanden
Olde Maten & Veerslootlanden este o arie protejată (arie specială de conservare — SAC, sit de importanță comunitară — SCI) din Țările de Jos întinsă pe o suprafață de 795 ha, integral pe uscat.

## Localizare
Centrul sitului Olde Maten & Veerslootlanden este situat la coordonatele 52°37′57″N 6°06′58″E / 52.6324°N 6.1162°E.

## Înființare
Situl Olde Maten & Veerslootlanden a fost declarat sit de importanță comunitară în august 2002 pentru a proteja 7 specii de animale. Situl a fost protejat și ca arie specială de conservare în septembrie 2013.

## Biodiversitate
Situată în ecoregiunea atlantică, aria protejată conține 4 habitate naturale: Formațiuni ierboase bogate în specii de Nardus, dezvoltate pe substraturi silicioase în zone montane (și în zone submontane, în Europa continentală), Pajiști cu Molinia pe soluri calcaroase, turboase sau argilos-nămoloase (Molinion caeruleae), Liziere de ierburi înalte hidrofile de câmpie și de nivel montan până la alpin, Mlaștini turboase de tranziție și turbării mișcătoare.
La baza desemnării sitului se află mai multe specii protejate:
- mamifere (2): vidră de râu (Lutra lutra)
- nevertebrate (2): Anisus vorticulus, Vertigo moulinsiana
- pești (3): țipar (Misgurnus fossilis), boarță (Rhodeus amarus), zvârluga (Cobitis taenia)